# Вовчанськ (футбольний клуб)
Футбольний клуб «Вовчанськ» — український професіональний футбольний клуб з однойменного міста Харківської області, заснований у 1992 році. В сезоні 2021/22 виступає в Другій лізі чемпіонату України. Домашні матчі проводить у Харкові на стадіоні «Нова Баварія».
Бронзовий призер Чемпіонату України серед аматорів 2020/21. Фіналіст Кубку України серед аматорів 2018/19.

## Історія
Футбольний клуб заснований у 1992 році.
У сезоні 1996 року команда пробилася до вищого дивізіону чемпіонату Харківської області, а перший вагомий успіх припадає на сезон 2003 року, коли «вовки» здобули бронзові нагороди обласного чемпіонату.
У 2017 році в ФК «Вовчанськ» відбулись значні зміни в складі. Ряди клубу поповнив тренер, а в минулому гравець харківського «Металіста» Андрій Березовчук, а також такі досвідчені харківські футболісти, як Сергій Костюк, Артем Іванченко, Андрій Чепіга, Олег Шелаєв, Євген Волга. Також до складу команди приєдналися Олександр Мизюк, Євген Радченко, Сергій Пархоменко, Олексій Покосенко, Хасан Джаухар, Володимир Черніков, П'єр Паскаль Ньемб Бата. Крім того, в команду повернулись місцеві гравці Дмитро Батусов, Ігор Грабарь, Андрій Гуленко та Сергій Новіков. У цьому ж році клуб вперше в історії зайняв 2-ге місце в чемпіонаті області та вийшов до фіналу Кубку Харківської області.
Успішним видався для «вовків» сезон 2018 року, коли під керівництвом Андрія Березовчука команда вперше в історії здобула титул чемпіона Харківської області, а в фіналі за Суперкубок області було здолано харківське «Універ-Динамо». В той період «Вовчанськ» був укомплектований місцевими гравцями: четверо футболістів власне з Вовчанська, решта — з Харкова. Також у сезоні 2018/19 «вовки» пробились до півфіналу Кубка України серед аматорів, де їх суперником став ФК «Дніпро». 24 квітня 2019 року в домашньому матчі проти «Дніпра» «вовки» перемогли з рахунком 1:0 завдяки голу Сергія Костюка з середини поля. Основний час матчу-відповіді, який відбувся 1 травня на «Дніпро-Арені», закінчився мінімальною перемогою дніпрян (гол забив Сергій Назаренко). Додатковий час переможця не виявив, а в серії пенальті «Вовчанськ» здолав «Дніпро» 5:4 та вийшов до фіналу кубка, де суперником «вовків» стала команда «Авангард» (Бзів) з Київської області. У фінальних іграх команда Березовчука поступилась із загальним рахунком 0:1 і здобула срібні медалі як фіналіст Кубка України серед аматорів та право участі в Кубку України 2019/20 серед професіоналів.
На початку 2021 року Андрій Березовчук повернувся на посаду головного тренера ФК «Вовчанськ».
24 липня 2021 року клуб отримав професіональний статус та в сезоні 2021/22 виступає в Другій лізі чемпіонату України. Перед дебютом на професіональному рівні склад команди оновився на 80 %, а сама команда стала базуватися в Харкові.

## Досягнення
- Чемпіонат України серед аматорів
  - Бронзовий призер: 2020/21

- Кубок України серед аматорів
  - Фіналіст: 2018/19

- Чемпіонат Харківської області
  - Чемпіон (2): 2018, 2019
  - Срібний призер: 2017
  - Бронзовий призер: 2003

- Кубок Харківської області
  - Фіналіст (2): 2004, 2017

- Суперкубок Харківської області
  - Володар: 2018

- Кубок Слобожанщини
  - Срібний призер: 2019

## Головні тренери
- Андрій Березовчук (2017—2019)[3][8]
- Віталій Комарницький (16.01.2020[9] — 2021)
- Андрій Березовчук (з 2021)[4]